# Брянский рыбозавод
Брянский рыбозавод — село в Кизлярском районе Дагестана. Входит в сельсовет «Брянский».

## География
Населённый пункт расположен у побережья Каспийского моря, на трассе Кизляр-Брянск, в 5 километрах к юго-востоку от центра сельского поселения — Брянск и в 63 километрах к северо-востоку от города Кизляр.

## История
Село основано на месте Брянского рыбоприёмного пункта (впоследствии рыбзавод «Новый Брянск»).
5 мая 2023 года село «Брянский рыбзавод» переименовано в «Брянский рыбозавод».

## Население
| 1970 | 1989 | 2002 | 2010 | 2021 |
| ---- | ---- | ---- | ---- | ---- |
| 95   | ↗96  | ↘55  | ↗61  | ↗94  |

Национальный состав
По данным Всероссийской переписи населения 2010 года:
| № | Национальность | Численность, чел. | Доля   |
| - | -------------- | ----------------- | ------ |
| 1 | даргинцы       | 37                | 60,7 % |
| 2 | аварцы         | 18                | 29,5 % |
| 3 | русские        | 6                 | 9,8 %  |

По данным Всероссийской переписи населения 2010 года, в селе проживал 61 человек (34 мужчины и 27 женщин).Из села идет активный отток населения, что вызвано социальной необустроенностью посёлка (отсутствие социальных объектов, безработица). Другая причина оттока населения — подтопление территории села в результате подъёма уровня Каспийского моря.